# Superman & Lois
Superman & Lois ist eine US-amerikanische Science-Fiction-Fernsehserie, die auf den gleichnamigen Figuren, Superman und Lois Lane, aus den DC Comics basiert. Sie ist ein Ableger der Serie Supergirl, spielt aber nicht wie diese und die restlichen Serien des Arrowverse wie z. B. The Flash auf Earth Prime, sondern auf einer anderen Erde. Die Serie startete am 23. Februar 2021 auf The CW.
Im März 2021 wurde die Fernsehserie um eine zweite Staffel verlängert, deren Ausstrahlung am 11. Januar 2022 auf The CW begann und am 28. Juni endete.
Im März 2022 bestellte The CW die dritte Staffel der Serie, die seit dem 14. März 2023 in den USA ausgestrahlt wird.
Im Juni 2023 wurde eine vierte Staffel bestellt, die jedoch von großen Budgetkürzungen geprägt sein wird, sodass u. a. ein Großteil der Protagonisten nicht mehr dem Hauptcast angehören soll.

## Handlung

### Staffel 1
Clark Kent alias Superman und seine Frau Lois Lane kehren nach dem Tod von Clarks Mutter mit ihren Söhnen Jonathan und Jordan von Metropolis nach Smallville zurück, wo sie auf Clarks alte Freundin Lana Lang, deren Ehemann Kyle Cushing und ihre Tochter Sarah treffen. Jonathan und Jordan haben erst kürzlich von der geheimen Zweit-Identität ihres Vaters erfahren. Während Lois beim Daily Planet kündigt, weil ihr neuer Chef Morgan Edge ihrer Meinung nach etwas Böses im Schilde führt, und bei der Smallville Gazette anfängt, beginnt Jordan rudimentäre Superkräfte, wie sie sein Vater hat, zu entwickeln, deren Beherrschung ihm anfänglich sehr schwerfällt; sein Bruder Jonathan scheint keine Kräfte zu haben und muss sich an der neuen Schule behaupten, während Jordan Gefühle für Sarah entwickelt.
Superman bekommt es derweil mit dem mysteriösen Captain Luthor zu tun, dessen Erde von einem anderen Superman zerstört wurde. Daher setzt er sich zum Ziel, den Superman dieser Erde zu töten. Neben Captain Luthor erscheint der Unternehmer Morgan Edge als Gegner, denn er stattet normale Menschen durch X-Kryptonit, das sich in der nahe Smallville gelegenen Kohlemine befindet, mit ähnlichen Superkräften aus, wie sie Clark hat, und verfolgt damit zunächst unbekannte Absichten. Captain Luthor alias John Henry Irons wird zum Verbündeten gegen Morgan Edge, der sich als Clarks Halbbruder Tal-Rho entpuppt und der im Auftrag seines Vaters Zeta-Rho die Übernahme der Erde durch Kryptonier, deren Geist in Menschen übertragen werden soll, plant. Dies soll mit dem Eradikator geschehen, einem Gerät, das einst von Lara – der gemeinsamen Mutter von Clark und Tal – entwickelt wurde.
Clark gelingt es zunächst, mit John Henrys und der Hilfe seines Schwiegervaters Sam, der das Department of Defense (DOD) leitet, Tal-Rhos Vorhaben zu verhindern. Der dabei geschwächte Clark wird jedoch von Tal-Rho gefunden, der durch das Lesen seiner Gedanken von Clarks Familie erfährt. Um diese zu schützen, ergibt sich Clark und erhält das Bewusstsein General Zods eingepflanzt. Er kann sich jedoch mit John-Henrys Hilfe befreien und Tal-Rho vorübergehend besiegen. In Smallville werden Lana und Kyle wegen ihrer anfänglichen Unterstützung für Morgan Edge angefeindet und planen, die Stadt zu verlassen.
Tal-Rho, der unter dem Einfluss seines Vaters steht, wird selbst zum Eradikator und will den Plan nun fortführen. Dazu kidnappt er Jordan und pflanzt diesem das Bewusstsein seines Vaters Zeta ein. Lois und Jonathan gelingt es, Jordan aufzuwecken, während Clark und John-Henry gemeinsam Tal-Rho und seine Soldaten besiegen und Lana und Kyle das Vertrauen der Stadt wiedergewinnen.
Kurze Zeit später, als John-Henry sich verabschieden will und die Kents den zerstörten Kristall von Clarks Vater beerdigen, stürzt ein Raumschiff auf der Farm ab. In diesem befindet sich John-Henrys Tochter Natalie, die die Zerstörung ihrer Welt überlebt hat und in Lois ihre Mutter wiederzuerkennen glaubt.

### Staffel 2
Drei Monate nach dem plötzlichen Auftauchen Natalies hängt der Haussegen bei den Kents schief, da Lois durch Natalie an die Fehlgeburt ihrer eigenen Natalie erinnert wurde sowie daran, wie sie von ihrer Mutter einst verlassen wurde. Natalie und John-Henry versuchen, sich auf der hiesigen Erde einzugewöhnen, und ziehen bei den Kents ein trotz Natalies anfänglicher Abneigung gegen Clark und seine Söhne. Clark muss sich zudem mit dem neuen Leiter des DOD, Mitch Anderson, herumschlagen. Dieser will, dass Superman einzig amerikanische Interessen vertritt, und beginnt mit dem Aufbau einer Einheit von Supersoldaten.
Lana kandidiert als Bürgermeisterin, nachdem der bisherige Bürgermeister George Dean sie nach den Ereignissen rund um Morgan Edge zum Sündenbock machen wollte. Ihre Ehe mit Kyle zerbricht, nachdem dessen längst beendete Affäre durch Dean aufgedeckt wurde. Zeitgleich kriselt die Beziehung zwischen Jordan und Sarah aufgrund des Geheimnisses um Jordans Superkräfte und eines Seitensprungs Sarahs.
Clark beginnt, an Halluzinationen zu leiden, und stellt mit Hilfe seiner leiblichen Mutter, deren Kristall sich die ganze Zeit in Tal-Rhos Besitz befand, fest, dass seine Visionen mit den seit kurzem immer häufiger auftretenden Erdbeben rund um die Minen zusammenhängen. Dort befindet sich ein Portal in eine andere Dimension, durch das ein Doppelgänger Clarks auftaucht und Jagd auf die Sektenführerin Ally Allston macht. Diese plant, die hiesige Welt mit der gegenteiligen Welt jenseits des Portals zu vereinigen, um die Welt zu vervollständigen.
Gleichzeitig findet Jonathan heraus, dass seine Freundin Candice mit X-Kryptonit dealt, das seit den früheren Ereignissen als Superman-Droge bekannt ist. Da Jonathan sich zusehends abgehängt fühlt, sein Bruder Jordan von seinen Eltern mehr Aufmerksamkeit erhält und mehrere Mitglieder seines Footballteams X-K konsumieren, beginnt auch er, die Droge zu nehmen. Jordan, der seit Kurzem Kampftraining von Sam erhält und immer stärker wird, wird misstrauisch und glaubt zunächst, Jonathan würde endlich auch Kräfte entwickeln. Als Jonathans Drogenkonsum auffliegt, wird seinetwegen die Football-Saison abgesagt. Um Candice zu schützen, verrät er sie nicht, was das ohnehin schlechte Verhältnis zu seiner Familie noch weiter verschlechtert.
Anderson, der durch seinen Drang, Superman zu kontrollieren, in Ungnade Gefallen ist, tötet Clarks Doppelgänger und übergibt dessen Medaillon (das als Schlüssel zur Verbindung der Welten taugt) an Ally Allston, die so ihren Plan fortsetzen kann. Dabei wird sie auch von Lois' Schwester Lucy unterstützt, die mit allen Mitteln versucht, Lois aus der Sekte zu befreien. Ally gelingt es, mit Anderson in die andere Welt zu übersetzen, wohin sie von Clark verfolgt werden.
In der anderen Welt, in der alles gegenteilig und rückwärts läuft, trifft Clark auf den Doppelgänger seines Sohnes Jonathan, Jonathan-El, der dort der Bruder mit Superkräften ist und ohne geheime Identität ein Leben als Promi lebt. Er entpuppt sich als Anhänger Allys und entflieht in Clarks Welt, um mit dem dortigen Jonathan zu verschmelzen, was von Clark in letzter Sekunde verhindert werden kann.
Jonathan leidet weiterhin unter den Anfeindungen der Stadtbewohner wegen seines Drogenkonsums und Lana ist inzwischen Bürgermeisterin. Außerdem ist es Lois, Sam und Jordan mit Candices Hilfe gelungen, den X-K-Verarbeitungsbertrieb in Smallville hochzunehmen.
Clark und seine Verbündeten suchen weiterhin nach einem Weg, um Ally zu stoppen. Clark verrät Lana, deren Doppelgängerin mit Tal-Rhos Doppelgänger verheiratet ist und kryptonische Superkräfte besitzt, sein Geheimnis, um sie zu schützen. Das jedoch ruft bei Lana Wut und Enttäuschung hervor und führt zum vorübergehenden Bruch zwischen den Familien. Mit Lucys Hilfe gelingt es der mittlerweile verschmolzenen Ally, Superman in eine Falle zu locken und ihn seiner Kräfte zu berauben. Der nun menschliche Clark muss mehrmals von Jordan und Tal-Rho, der inzwischen die Seiten gewechselt hat, vor Allys Schergen gerettet werden.
Mit Tal-Rhos, John-Henrys und Natalies Hilfe, die inzwischen einen eigenen Kampfanzug hat, gelingt es Clark, seine Kräfte wiederherzustellen und die Allys zu trennen. Die von den beiden vorher eingeleitete Verschmelzung der Welten kann er rückgängig machen und alles wieder zum Alten bringen. Er verträgt sich erneut mit Lana, die auch mit Kyle, trotz Trennung, wieder im Reinen ist. Jordan und Sarah, die von seinem Geheimnis erfahren hat, wollen als einfache Freunde einen Neuanfang wagen. Lucy, die erkannt hat, dass die Sekte sie ausgenutzt hat, verträgt sich mit ihrer Familie und wagt einen Neuanfang in Metropolis.
Am Ende errichtet Clark im Ozean eine neue Festung der Einsamkeit für die ganze Familie. Jonathan ist sich sicher, die neue Festung sei nur für die Familienmitglieder, die fliegen können, was von Clark bestritten wird.

### Staffel 3
27 Tage nach dem Sieg über Ally Allston ist Ruhe eingekehrt. Jonathan und Jordan feiern ihren 16. Geburtstag. Lois hat angefangen, Untersuchungen zu Bruno Mannheim, dem mutmaßlichen Anführer von Intergang, anzustellen. Dieser hat mutmaßlich John-Henrys Doppelgänger der hiesigen Erde ermordet. Kurze Zeit später wird bei Lois eine seltene und aggressive Form von Brustkrebs diagnostiziert. Lanas und Kyles Scheidung wird vollzogen und Kyle beginnt eine Beziehung mit Chrissy.
Jonathan gerät mit Emmit, dem Vater seiner Freundin Candice, aneinander. Dieser hatte Jonathans Truck gestohlen. Als Emmit Lois mit einer Waffe bedroht, wird er von Clark aus der Stadt gejagt. Die nun auf sich gestellte Candice zieht vorübergehend bei den Kents ein. Natalie, die sich immer wohler auf dieser Erde fühlt, trifft auf einer Party den gleichaltrigen Matteo und sie verlieben sich ineinander.
Lois beginnt nach anfänglichem Zögern mit der Chemotherapie, ermittelt jedoch weiterhin gegen Bruno. Dieser nutzt Blutproben von Clark, die ihm während der Krise um Ally vom DOD abgenommen wurden und die er reproduziert, um todkranken oder sogar bereits toten Schwerverbrechern Superkräfte zu verleihen und diese am Leben zu halten. Einer dieser Verbrecher kann Informationen vom DOD stehlen, wodurch Bruno Zugang zur Leiche von Bizarro-Kal-El erhält. Unterstützt wird Bruno von der Mutantin Onomatopoeia, die sich später als seine Ehefrau Peia entpuppt. Lois hatte die ebenfalls an Krebs erkrankte Peia bei der Chemotherapie kennengelernt und sich mit ihr angefreundet.
Peia tötet in Smallville den ehemaligen Bürgermeister, nachdem von ihm gewaschenes Geld von Lana für Stadtprojekte verwendet wurde. Die in die Schusslinie geratene Lana wird von John-Henry mit einem Sicherheitssystem ausgestattet. Das Verhältnis zu Sarah verschlechtert sich, da beide nicht mit der Trennung von Kyle zurechtkommen.
Unterdessen steigen die Spannungen auch im Hause Kent, da Clark und Lois sich weigern, kryptonische Technologie für ihre Therapie einzusetzen. Zeitgleich beginnt Jordan, der von seinem Großvater ein eigenes Kostüm erhalten hat, als Superheld zu agieren und Clark im Verborgenen bei Einsätzen zu unterstützen. Jonathan hat währenddessen von Kyle einen Job bei der Feuerwehr ergattert, der ihm sehr gefällt und der ihm hilft, sich besonders zu fühlen. Jordan, der sich darüber jedoch nur lustig macht, sorgt mit seinen eigenmächtigen Heldentaten dafür, dass Jonathan deinen Job beinahe wieder verliert, was das Verhältnis zwischen den Brüdern verschlechtert.
Bei einem gemeinsamen Essen zwischen Natalie und Matteos Familie erfährt sie, dass Matteo der Sohn von Bruno und Peia ist. Als diese John-Henry erblicken, kommt es zum Kampf, in dessen Verlauf Peia gefangen genommen wird. Matteo bricht mit seinem Vater, als er dessen kriminellen Machenschaften entdeckt. Mit Hilfe ihrer Freunde treffen sich Matteo und Natalie heimlich weiter. Bruno ist es unterdessen gelungen mit dem Blut von Bizzarro-Superman ein Heilmittel für seine Frau zu entwickeln, das ihr heimlich von Matteo verabreicht wird.
Als Lois´ Werte sich verbessern, soll bei ihr eine Mastektomie durchgeführt werden, was ihr jedoch zunächst Angst macht. Gleichzeitig wird Kyle durch Jordans Taten misstrauisch und denkt, Jonathan hätte Supermärkte. Als er diesen konfrontieren will, findet er heraus, dass Clark Superman ist. Lois wird erfolgreich operiert. Währenddessen stirbt Peia, nachdem ihre Kräfte durch das Heilmittel außer Kontrolle geraten sind, und Bruno wird verhaftet.
Nach Brunos Verhaftung erwacht Bizarro wieder zum Leben. Gleichzeitig wird Lex Luthor aus der Haft entlassen, nachdem herausgekommen ist, dass Bruno und Peia ihn einst reingelegt hatten und seine Verurteilung falsch war. Lex will Rache an Superman und Lois und sucht die Kents auf deren Farm auf. Lex, der mit Gewalt und Erpressung die Macht im Gefängnis übernommen hatte, will, dass Lois ihre Journalistenkarriere beendet, worauf diese nicht eingeht. Lex begibt sich daraufhin zu Brunos Labor, wo er auf Bizarro trifft.
Als sich ein Tornado in Smallville bildet, enthüllt Jordan, der sich immer arroganter benimmt, seine Existenz der Öffentlichkeit, was von seiner Familie wütend aufgenommen wird. Als Jordan sogar handgreiflich gegen seinen Vater wird, verbieten seine Eltern ihm weitere öffentliche Heldentaten.
Einen Monat später bereitet sich Smallville auf einen Meteoritenschauer vor. Chrissy ist schwanger und Kyle macht ihr einen Heiratsantrag. John-Henry und Lana gehen aus, während John-Henry ein Jobangebot vom DOD erhält, was bedeutet, dass er und Natalie bald nach Metropolis umziehen. Die Kents bereiten sich auf Lex´ mögliche Rache vor, während Jordan eine Lektion über das Heldendasein erhält. Lex verwandelt den nach Brunos Experimenten mutierten Bizarro in Doomsday und lässt diesen auf Smallville los. Clark gelingt es ihn zunächst zu töten, doch dadurch wird dieser noch stärker. Der Kampf weitet sich aus und wird schließlich auf dem Mond ausgetragen.

### Staffel 4
Die Staffel beginnt, wo die vorherige aufgehört hat, mit dem Kampf zwischen Superman und Doomsday im Weltall.
Auf der Erde zieht Lex unterdessen in ein leerstehendes Hotel gegenüber von Lois' Arbeitsplatz und fährt damit fort die Familie zu schikanieren. Sam kann von Lois und Jordan gerettet werden, nachdem dieser von Lex' Handlangern lebendig begraben wurde. Im Weltall verliert Clark den Kampf, als Doomsday ihm sein Herz aus dem Körper reist und ihn in Smallville vor den Kents ablädt. Jordan kann seinen Vater in die Festung bringen, wo Lara seinen Körper einfriert, aber ohne sein Herz nichts für ihn tun kann. Um ihren Vater zu retten, wollen die Jungs das Herz wiederbeschaffen, das von Doomsday an Lex ausgehändigt wurde. Mit seinem impulsiven Verhalten, enttarnt Jordan jedoch das Familiengeheimnis vor Lex, der Lois mit einem Psychospiel dazu bringen will, sich zwischen den Jungs zu entscheiden wer leben soll. Lex unterdessen zerstört das Herz vor Jordans Augen, um diesem die Hoffnung zu nehmen.
Der von Schuldgefühlen geplagte Jordan beginnt zu straucheln, während sein Bruder Jonathan plötzlich unerwartet auch Superkräfte entwickelt, die er einsetzen will, um zu helfen. Währenddessen wird Sam, beim Versuch Luthors Tochter zu beschützen, ebenfalls von Doomsday ermordet. Es stellt sich jedoch heraus, dass er sich geopfert hat und vorher das von Bruno Mannheim entwickelte Superserum aus Clarks Blut gespritzt hatte, wodurch sein Herz als Spenderherz für Clark in Frage kommt. Clark fängt an zu regenerieren, erwacht und kehrt zurück nach Smallville.
Während sich Clark in den folgenden Wochen erholt und Jonathan, dank dessen neu erwachten Kräften näherkommt, will Jordan kürzertreten. Lois unterdessen spürt Sams Entführerin Gretchen Kelley auf, die eigentlich Cheryl Kimble heißt und aus Angst vor Lex untertauchen will, ohne Lois zu helfen. Kyle und Chrissys Hochzeit, die auf der Farm stattfinden sollte, wird währenddessen verschoben, da sich beide erst einmal näherkommen wollen.
Bei einem Mordanschlag auf Cheryl, durch einen von Lex‘ Handlangern, bei dem Jonathan in Gefahr gerät, tritt Clark wieder in Aktion was von der Öffentlichkeit, die ihn für tot hielt, erkannt wird. Der durch die Nachricht völlig erzürnte Lex kehrt darauf nach Smallville zurück, um seinen Racheplan fortzuführen. Clark appelliert an seine Menschlichkeit, was dieser jedoch zurückweist. Lois hat unterdessen Luthors inzwischen Erwachsene Tochter Elizabeth aufgespürt. Die im sechsten Monat Schwangere Frau erklärt sich bereit den Kents zu helfen und reist nach Smallville, wo sie auf Lex trifft.
Elizabeth Luthor ist bereit ihren Vater wieder in ihr Leben zu lassen, sofern er seinen Rachefeldzug gegen die Kents aufgibt. Lex, der selbst seit den Misshandlungen durch seine Mutter in einer Gewaltspirale festsitzt, ist jedoch nicht dazu bereit, woraufhin Elizabeth wütend davongeht. Bevor Lex Doomsday wieder auf die Kents loslassen kann, ist es jedoch Lois gelungen, diesen durch Erinnerungen an sein Leben in der Bizarro-Welt zum Aufgeben zu bewegen und er verlässt Lex. Dieser treibt seinen Plan, die Kents zu terrorisieren weiter und will den Sitz seiner Firma nach Smallville verlagern.
Die Bevölkerung der Stadt, die mehr und mehr von Clarks Geheimidentität erfährt, stellt sich jedoch gegen Lex. Dieser schickt seinen Handlanger Otis, um Lana und Sarah zu töten. Beide können sich jedoch mit einem Baseballschläger verteidigen. Der nun völlig erzürnte Clark stellt Lex auf der Hauptstraße zur Rede und es kommt zu einer Schlägerei unter rotem Sonnenlicht. Diese wurde von Lex provoziert, um Clark vor seiner Familie bloßzustellen. Sarah unterdessen plant Smallville zu verlassen, um ein Jahr im Ausland zu verbringen.
Nachdem mehr und mehr Menschen von Clarks Identität erfahren und Luthor Candices Vater auf die Kents ansetzt, schießt letzterer im Diner vor vielen Zeugen auf Clark, der sich daraufhin allen Anwesenden und nach Absprache mit seiner Familie der Welt als Superman offenbart, wodurch die Familie schlagartig berühmt wird.
Lois wird für krebsfrei erklärt, was die Familie feiern will. Lex jedoch fordert Lois zu einem Live-Fernsehduell heraus, wo er (nachdem er sein Druckmittel verloren hat) nun offen die Familie als böse darstellen will, was jedoch nicht gelingt. Lex nutzt seinen Kumpanen Milton Fine (Braniac) um die Kampfanzüge von John-Henry and Natalie zu hacken, um die Familie anzugreifen. Clark erfährt währenddessen von John-Henry, dass Sams menschliches Herz seinen Körper schwächt, wodurch er langsam aber stetig seine Kräfte verliert.
Lex unterdessen eignet sich John-Henrys Kampfanzug an, spürt damit Doomsday wieder auf und tötet diesen erneut um dessen Erinnerungen zu löschen und lässt diesen Smallville angreifen. Bei dem Kampf kommt es zu immensen Schäden in der Stadt. Mit der Hilfe aller gelingt es Clark zuerst Doomsday und dann auch Lex zu besiegen.
Ein Jahr später heiraten Lana und John-Henry. Jonathan und Jordan erhalten von Clark Superanzüge und werden ebenfalls Superhelden. Clark, der durch Sams Herz nun wie ein Mensch altert, gründet mit Lois eine Stiftung.
Im Epilog wird erzählt, wie Clark und Lois älter werden. Die Jungs heiraten und bekommen selbst Kinder. Lois stirbt Jahre später als der Krebs zurückkehrt. Clark legt sich daraufhin einen Hund namens Krypto zu und genießt seinen Lebensabend auf der Farm, wo er 32 Jahre nach den Ereignissen an den Folgen eines Herzinfarktes im Beisein seiner Söhne stirbt. Sein Geist trifft daraufhin im Jenseits wieder auf Lois und sie küssen sich.

## Besetzung und Synchronisation
Die deutschsprachige Synchronisation entstand bei der Interopa Film GmbH in Berlin unter der Dialogregie von Karin Lehmann.

### Hauptbesetzung
| Rolle                                    | Schauspieler       | Hauptrolle (Episoden) | Nebenrolle (Episoden)                  | Synchronsprecher   |
| ---------------------------------------- | ------------------ | --------------------- | -------------------------------------- | ------------------ |
| Clark Kent / Kal-El / Superman / Bizarro | Tyler Hoechlin     | 1.01–4.10             |                                        | Johannes Raspe     |
| Lois Lane                                | Elizabeth Tulloch  | 1.01–4.10             |                                        | Giuliana Jakobeit  |
| Jonathan Kent / Jonathan-El              | Jordan Elsass      | 1.01–2.15             |                                        | Tom Raczko         |
| Jonathan Kent / Jonathan-El              | Michael Bishop     | 3.01–4.10             |                                        |                    |
| Jordan Kent / Jordan-El / Superboy       | Alex Garfin        | 1.01–4.10             |                                        | Nicolas Rathod     |
| Kyle Cushing                             | Erik Valdez        | 1.01–3.13             |                                        | Kim Hasper         |
| Sarah Cushing                            | Inde Navarrette    | 1.01–3.13             |                                        | Marie Hinze        |
| John Henry Irons / Captain Luthor        | Wolé Parks         | 1.01–3.13             |                                        | Bernd Egger        |
| Lana Lang Cushing / Lana-Rho             | Emmanuelle Chriqui | 1.01–3.13             |                                        | Melanie Hinze      |
| General Samuel Lane                      | Dylan Walsh        | 1.01–3.13             |                                        | Uwe Büschken       |
| Morgan Edge / Tal-Rho                    | Adam Rayner        | 1.01–1.15             | 2.02, 2.07, 2.12, 2.15                 | Dennis Schmidt-Foß |
| Chrissy Beppo                            | Sofia Hasmik       | 2.01–3.13             | 1.02–1.05, 1.07, 1.09, 1.13, 1.01–1.15 |                    |
| Natalie Lane Irons                       | Tayler Buck        | 2.01–3.13             | 1.07, 1.15                             |                    |
| Bruno Mannheim                           | Chad L. Coleman    | 3.01–3.11             |                                        |                    |

### Nebenbesetzung
| Rolle                      | Schauspieler       | Nebenrolle (Episoden)                   | Synchronsprecher  |
| -------------------------- | ------------------ | --------------------------------------- | ----------------- |
| Martha Kent                | Michele Scarabelli | 1.01, 1.05, 1.11                        | Sonja Deutsch     |
| Leslie Larr                | Stacey Farber      | 1.02–1.10, 1.13–1.15                    |                   |
| Mitch Anderson             | Ian Bohen          | 2.01–2.02, 2.04–2.08, 2.10              |                   |
| Lara Lor-Van               | Mariana Klaveno    | 2.02, 2.05–2.07, 2.11, 2.14, 3.01, 3.07 | Daniela Thuar     |
| Ally Allston               | Rya Kihlstedt      | 2.03–2.10, 2.12–2.15                    |                   |
| Lucy Lane                  | Jenna Dewan        | 2.04, 2.06, 2.08. 2.13, 2.15            | Christina Wöllner |
| Peia Mannheim/Onomatopoeia | Daya Vaidya        | 3.01–3.02, 3.05–3.08, 3.10–3.11         |                   |
| Lex Luthor                 | Michael Cudlitz    | 3.12–4.10                               |                   |

### Gaststars aus dem Arrowverse
| Rolle                       | Schauspieler | Nebenrolle (Episoden) | Synchronsprecher |
| --------------------------- | ------------ | --------------------- | ---------------- |
| John „Dig“ Diggle / Spartan | David Ramsey | 1.12, 2.15            | Ole Pfennig      |

## Produktion

### Hintergrund
Am 28. Oktober 2019 wurde bekannt gegeben, dass sich unter dem Titel Superman & Lois eine neue Fernsehserie aus dem Arrowverse über die Figur Superman in Produktion befindet. Die Serie wird wie auch die meisten anderen Arrowverse-Serien für den Fernsehsender The CW produziert. Damit ist Superman & Lois nach Smallville die zweite Serie, die für The CW mit Superman in der Hauptrolle produziert wird. Darüber hinaus ist Superman & Lois ein Spin-off der Serie Supergirl. Am 14. Januar 2020 gab The CW offiziell bekannt, die Serie von Berlanti Productions bestellt zu haben. Für das Drehbuch ist Todd Helbing verantwortlich, der mit Greg Berlanti, Sarah Schechter und Geoff Johns Executive Producer ist. Die erste Staffel soll aus 15 Episoden bestehen.
Noch vor Ausstrahlung der zweiten Folge verlängerte The CW die Serie um eine zweite Staffel.

### Besetzung
Tyler Hoechlin und Bitsie Tulloch kehren in ihre Rollen als Clark Kent alias Superman und seine Frau Lois Lane zurück, nachdem sie diese bereits in einigen Episoden von Supergirl spielten. Ihre Söhne werden von Jordan Elsass und Alexander Garfin verkörpert, wie am 5. Februar 2020 bekannt gegeben wurde. Neben der Besetzung aus dem Arrowverse wurde im Anfang April 2020 bekanntgegeben, dass Emmanuelle Chriqui Lana Lang verkörpern wird. Wenige Tage später wurde bestätigt, dass Erik Valdez Langs Ehemann verkörpert.

### Dreharbeiten
Aufgrund der COVID-19-Pandemie wurden die Dreharbeiten für die Pilotfolge verschoben. Die Dreharbeiten für die erste Staffel konnten schließlich im Oktober 2020 in Surrey, British Columbia, Kanada beginnen und dauerten bis Juni 2021.

## Ausstrahlung
| Staffel | Episodenanzahl | Erstausstrahlung USA | Erstausstrahlung USA | Deutschsprachige Erstausstrahlung | Deutschsprachige Erstausstrahlung |
| Staffel | Episodenanzahl | Premiere             | Finale               | Premiere                          | Finale                            |
| ------- | -------------- | -------------------- | -------------------- | --------------------------------- | --------------------------------- |
| 1       | 15             | 23. Februar 2021     | 17. August 2021      | 27. Januar 2022                   | 5. Mai 2022                       |
| 2       | 15             | 11. Januar 2022      | 28. Juni 2022        | 24. November 2022                 | 24. November 2022                 |
| 3       | 13             | 13. März 2023        | 27. Juni 2023        | 28. März 2024                     | 30. Mai 2024                      |
| 4       | 10             | 7. Oktober 2024      | 2. Dezember 2024     |                                   |                                   |

## Rezeption
Bereits bei der Ankündigung der Serie erkannte Linda Maleh von der Zeitschrift Forbes, dass mit Superman & Lois nach The Flash die erste Fernsehserie im Arrowverse entstand, die von einem der populäreren DC-Helden handelte. Sie lobte, dass die anderen Serien eine Abwechslung zu den klassischen Adaptionen über Superman und Batman darstellten, über die alle die Geschichten bereits kennen.